# Steekpartij in Sagamihara op 26 juli 2016
De steekpartij in Sagamihara was een massamoord die op 26 juli 2016 werd gepleegd in een zorghuis voor gehandicapten in de buurt van Tokio in de stad Sagamihara. Een man stak daar 19 gehandicapten dood en verwondde meer dan 26 anderen. Hij gaf zichzelf later aan bij de politie.

## Verloop
Omstreeks half drie 's ochtends plaatselijke tijd drong een man met een mes een zorghuis binnen door een raam in te slaan. Hij begon in het zorghuis op gehandicapten in te steken. De dader doodde in totaal 19 gehandicapten in een slachtpartij die een half uur duurde. Vervolgens ging hij naar een nabijgelegen politiebureau om zichzelf aan te geven. Hij had een arsenaal aan messen bij zich.

## Dader
De man die het bloedbad aanrichtte was de 26-jarige Satoshi Uematsu. Hij had een half jaar eerder brieven naar politici gestuurd, waarin hij dreigde honderden gehandicapte mensen te vermoorden. Hiervoor werd hij gearresteerd maar korte tijd later weer vrijgelaten. Uematsu had zelf ook gewerkt in het zorghuis waar hij het bloedbad aanrichtte.

## Nasleep
Het was de dodelijkste aanval in Japan sinds de Tweede Wereldoorlog met meer doden dan de Sarin-gasaanval in de metro van Tokio waarbij 12 mensen om het leven kwamen. Massamoorden zijn zeldzaam in Japan vanwege de strenge wapenwetgeving in het land. Desondanks zijn er massamoorden gepleegd., vaak met messen als wapens.